# Sineoamphisbaena hexatabularis
Sineoamphisbaena hexatabularis — викопний вид лускатих плазунів незрозумілого систематичного положення. Скам'янілі рештки знайдені у Внутрішній Монголії в Китаї та датуються крейдяним періодом (вік 85-70 млн років тому). Голотип складається з добре збережених решток черепа та посткранільного скелету. Будова черепа вказує на риючий спосіб життя.
Автор опису вважав, що Sineoamphisbaena був найдавнішим представником амфісбенових. Проте останні дослідження, зокрема масштабне дослідження викопних та сучасних досліджень, що опубліковане у 2012 році Готьє, показали близькість роду до викопної групи Polyglyphanodontia. Наразі рід відносять або до родини Macrocephalosauridae, або до родини Polyglyphanodontidae.